# St. Gotthard (Gemeinde Texingtal)
St. Gotthard ist eine Ortschaft und eine Katastralgemeinde der Gemeinde Texingtal im Bezirk Melk in Niederösterreich. Die Ortschaft hat 143 Einwohner (Stand 1. Jänner 2024). Bis Ende 1971 war St. Gotthard eine eigenständige Gemeinde.

## Geografie
Der Kirchweiler mit der auf eine Anhöhe über dem Ort positionierten Pfarrkirche liegt südlich von Texing am nördlichen Abhang des Walzberges. Über den Ort und die Kirche führt eine historische Fernroute ins Pielachtal. Die heute nurmehr als Fußweg genutzte Route verläuft am Schwabeck-Kreuz vorüber und durchquert die Tiefgrabenrotte in Frankenfels, womit St. Gotthard auch als Zwischenstation für Pilger nach Mariazell fungiert. Ein weiteres Ausflugsziel ist die zwischen Walzberg und Pilgerweg liegende Grüntalkogelhütte.

## Geschichte

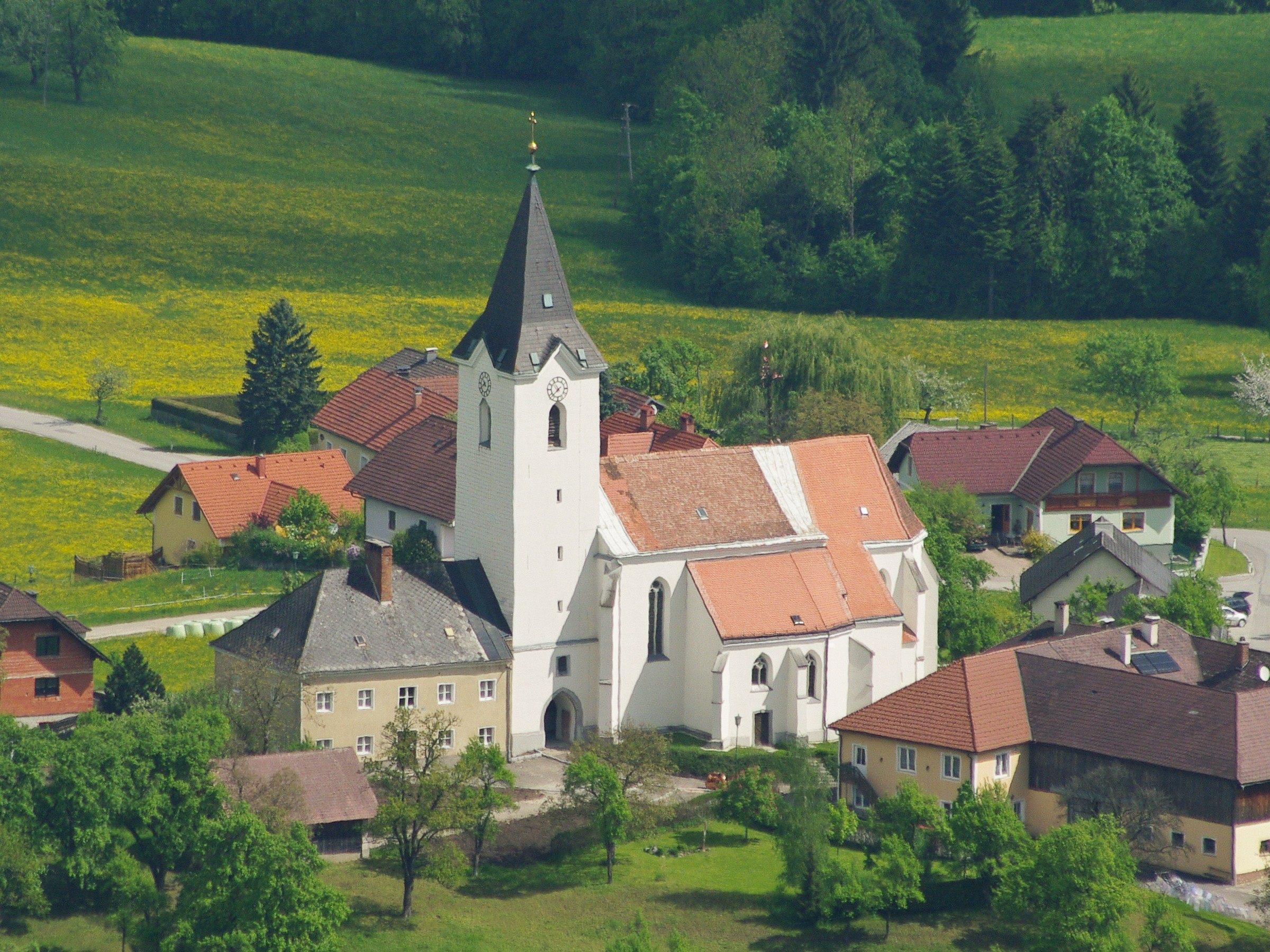
Pfarrkirche St. Gotthard in Niederösterreich

St. Gotthard war besonders vom 13. bis zum 17. Jahrhundert ein stark frequentierter Wallfahrtsort. In der Mitte des 12. Jahrhunderts befand sie hier die Burg Stein (auch Burg Gänselstein genannt), deren genaue Lage aber unbekannt ist. Die Pfarre St. Gotthard entstand vermutlich um 1200 und wurde 1227 erstmals erwähnt. Der Legende nach soll hier der hl. Gotthard aus einer Quelle getrunken haben, die auf seine Bitten hin entsprang und deren Wasser Wunder bewirkte. Dieser Gotthardibrunnen liegt etwas unterhalb der Kirche.
Mit dem 1. Jänner 1972 wurde im Zuge der Niederösterreichischen Kommunalstrukturverbesserung aus den ehemalig selbständigen Gemeinden Texing, Plankenstein, Sankt Gotthard und Teilen von Kilb die neue Gemeinde Texingtal gegründet.

## Kultur und Sehenswürdigkeiten
- Katholische Pfarrkirche St. Gotthard in Niederösterreich